# Pacific Beach

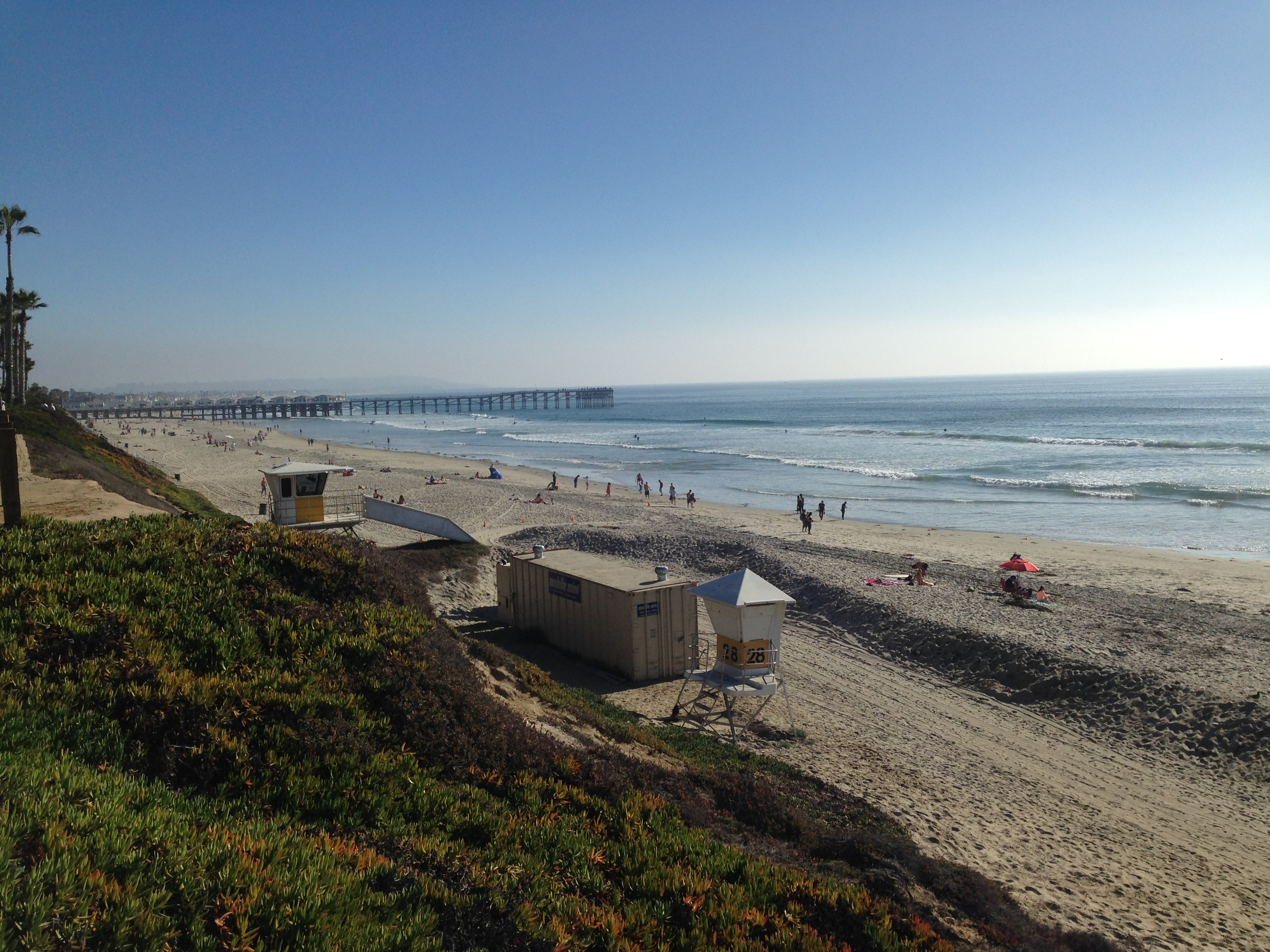
Pacific Beach al norte de Crystal Pier

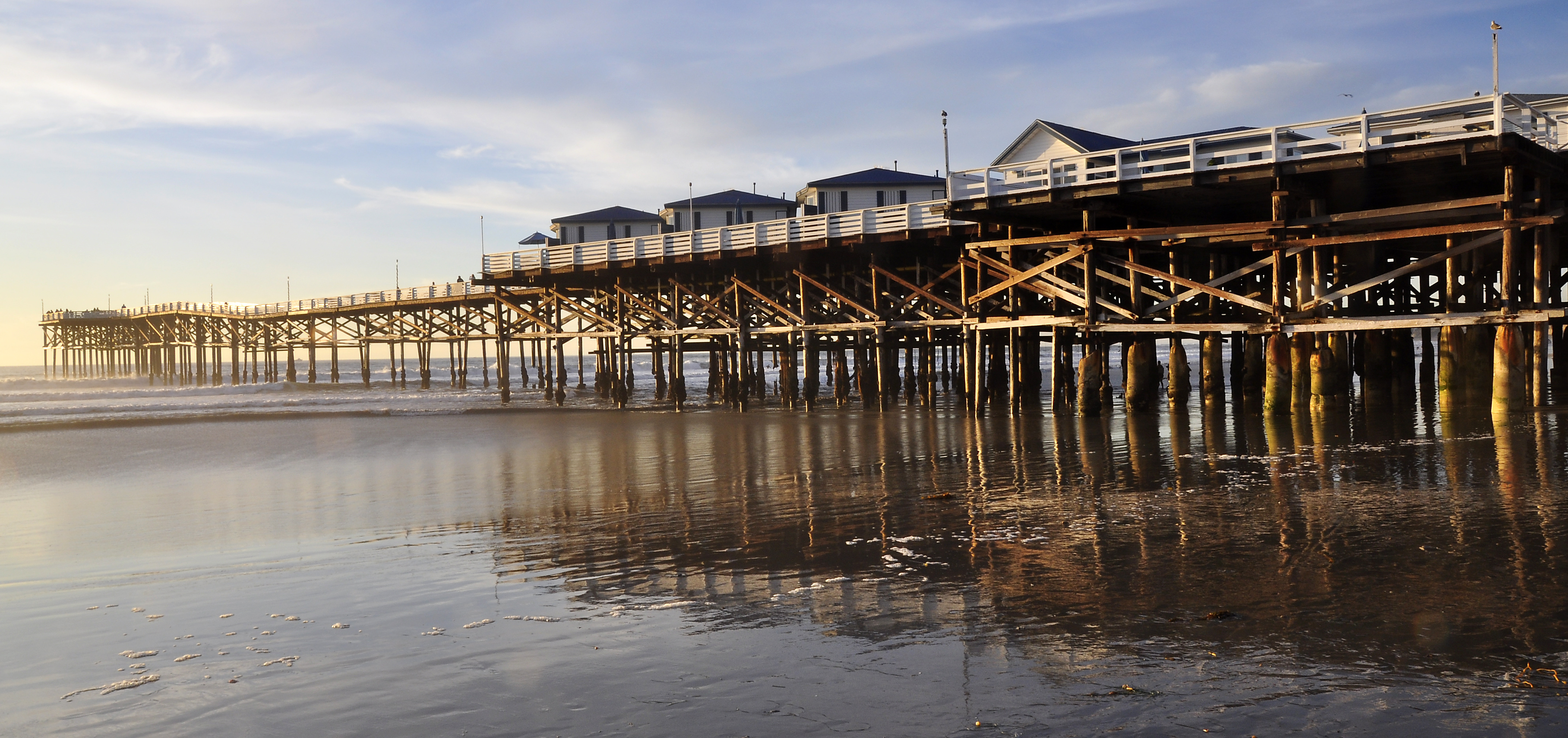
Crystal Pier

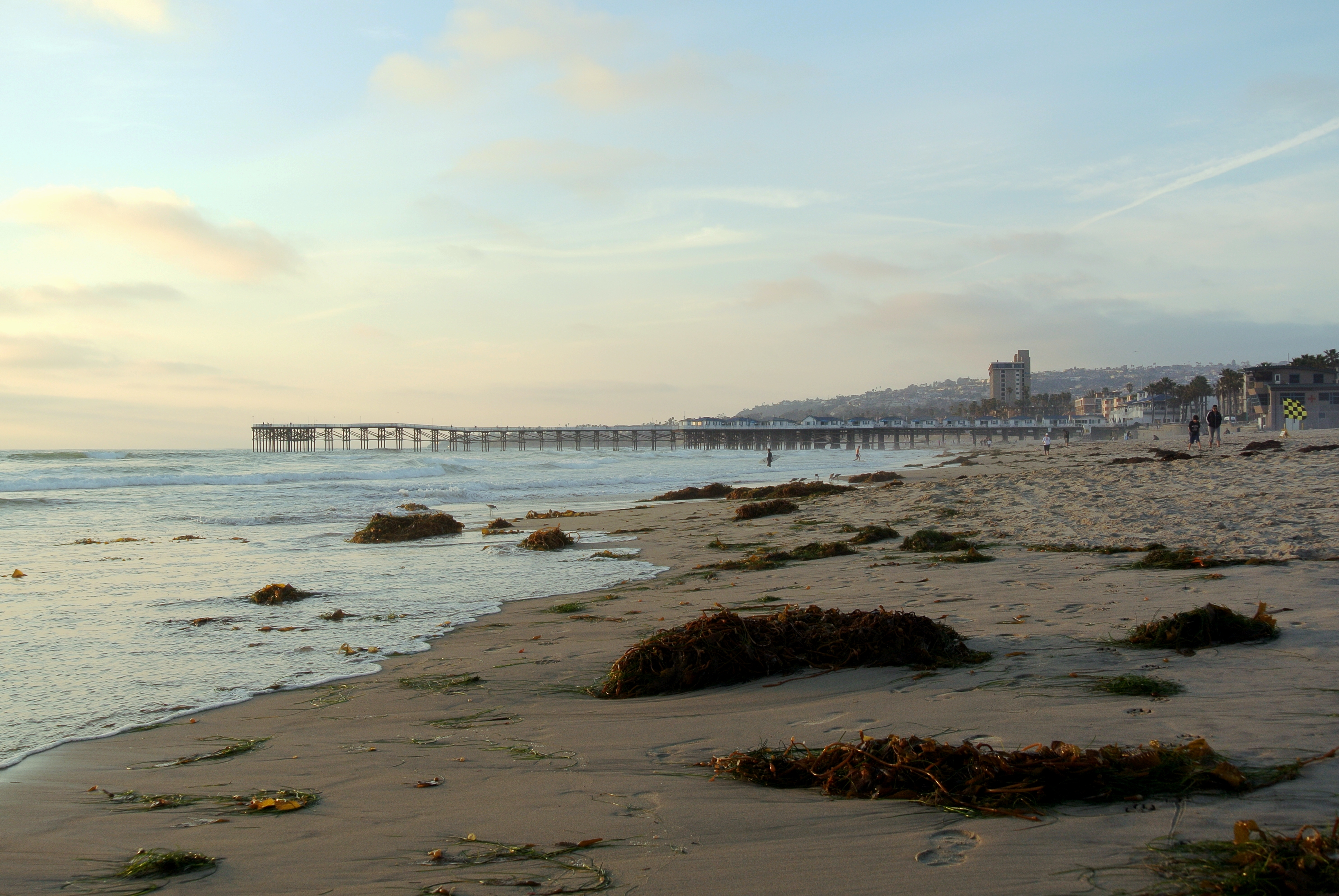
Pacific Beach y Crystal Pier

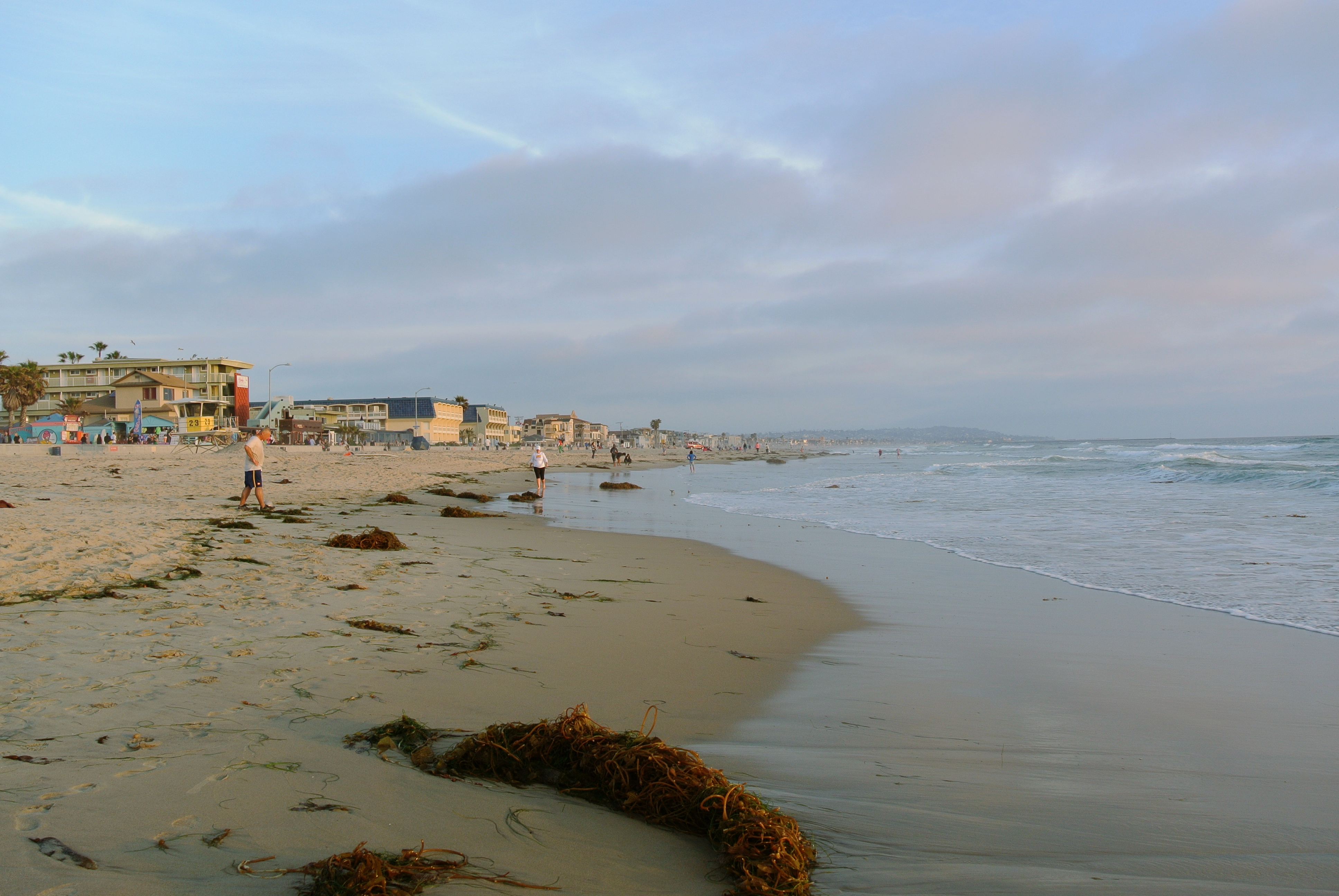
Pacific Beach hacia el sur

Pacific Beach es un barrio de San Diego, bordeado al norte por La Jolla, al sur por Mission Beach, Interestatal 5 y al este por Clairemont, y al oeste el océano Pacífico. Aunque este barrio está poblado principalmente por surfistas y estudiantes universitarios, la población se está convirtiendo más profesional y afluente, debido al incremento de la propiedad y la renta. 
"PB", abreviada por los residentes, es también una de las zonas más populares para los jóvenes que desean divertirse en las discotecas en San Diego, con docenas de bares, cafés, restaurantes a lo largo de la Avenida Garnet, y Mission Boulevard, que corre de norte a sur.

## Playas

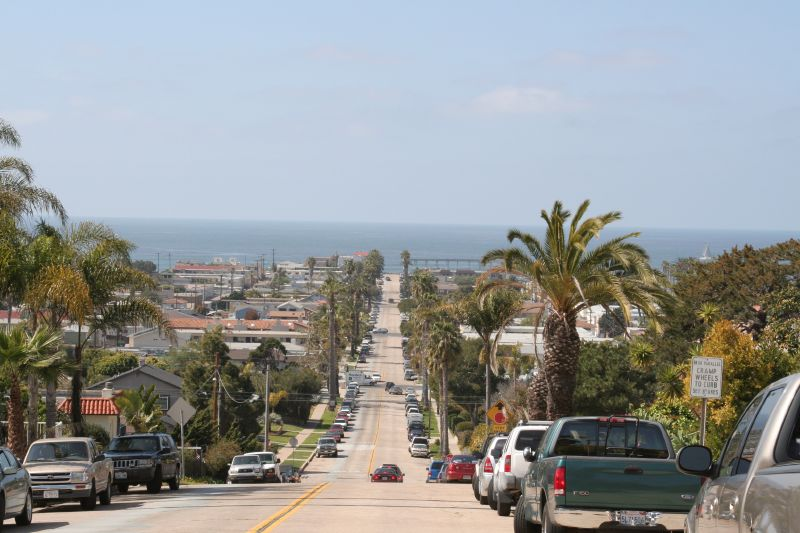
Vista de la playa de Pacific Beach.

Pacific Beach tiene al oeste millas de costas y playas a lo largo del océano Pacífico y a sur de Mission Bay. El paseo marítimo frente al océano Pacífico empieza desde Palisades Park South en la Calle Beryl, Northern Pacific Beach y hasta el barrio y la playa de Mission Beach directamente hasta el sur. 
También hay una acera a lo largo de Mission Bay en la cual empieza desde Crown Point sobre Sail Bay y Mission Beach. El paseo marítimo está típicamente lleno de peatones, ciclista, y compradores. La escena de playa gira en torno a Crystal Pier, un gran muelle y hotel en el extremo oeste de la Avenida Garnete.

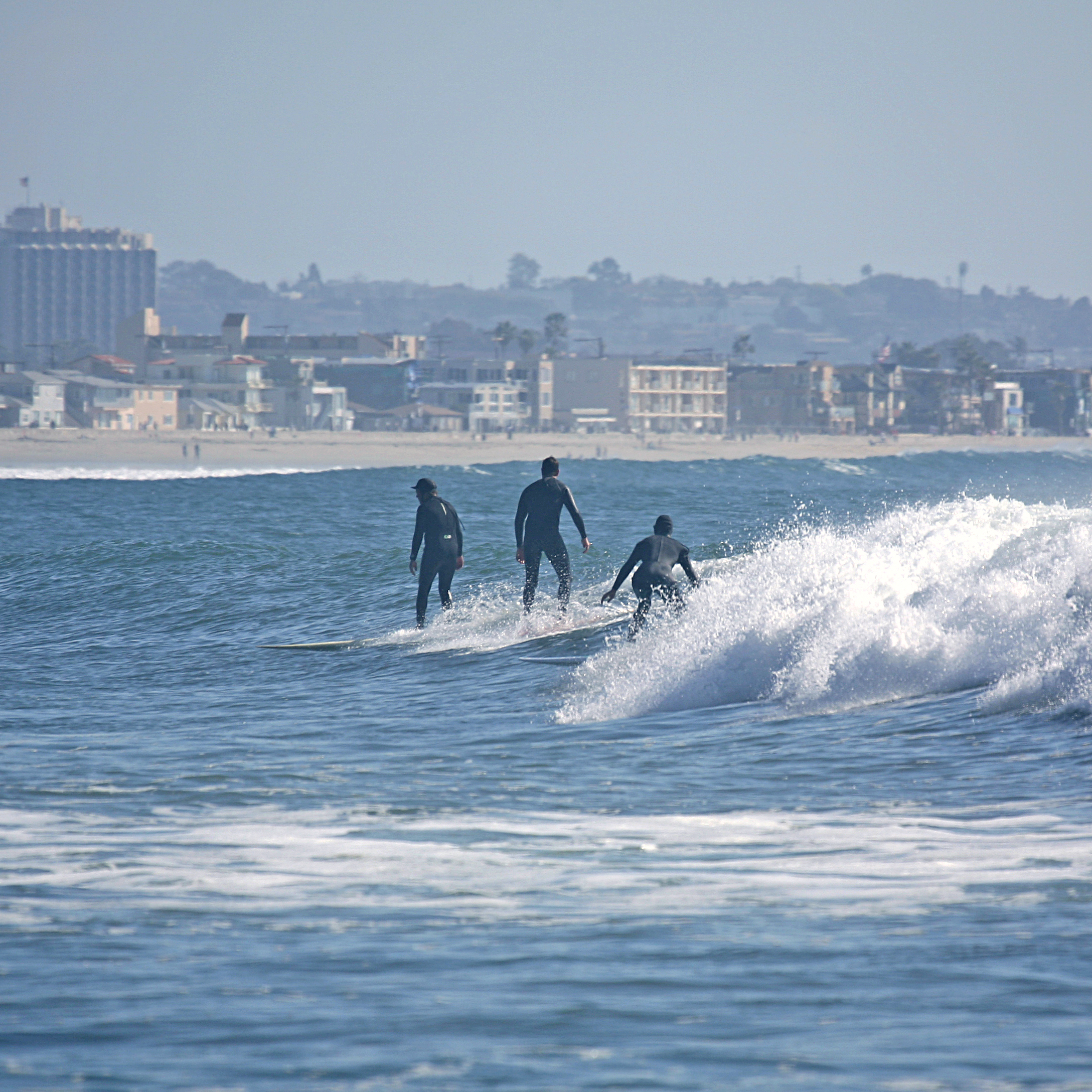
Algunos surfeadores en las playas de Pacific Beach.

### Alcohol
El alcohol es ilegal en las playas de Pacific Beach desde el 2008. Un referéndum en la cual los residentes de Pacific Beach votaran en noviembre de 2008, permitirá si el alcohol será ilegal o no. 

### Fumar
Desde el 17 de agosto de 2006, después de meses de debates legales, la ciudad de San Diego prohibió fumar en todas las playas y parques de la región.

## Calles
La calle principal de Pacific Beach empieza de norte a sur a lo largo de la playa en Mission Boulevard. Las otras calles paralelas fueron nombradas a finales del siglo XIX por oficiales federales, y están ordenadas en orden alfabético al alejarse más de la costa como; Bayard, Cass, Dawes, Everts, Fanuel, Gresham, Haines, Ingraham, Jewell, Kendall, Lamont, Morrell, Noyes, Olney, Pendelton. Mission Boulevard era antes la Calle Allison, con la serie "A".
Las calles de este-oeste fueron nombradas con nombres de gemas, y están ordenadas también en orden alfabético (dos de la cual están oficialmente mal escritas -- Felspar (debería de ser Feldspar) y Hornblend (debería de ser Hornblende):
- Nota: los nombres están en inglés

- Agate
- Beryl
- Chalcedony
- Diamond
- Emerald
- Felspar
- Garnet
- Hornblend

Otras calles de este-Oeste también fueron llamadas con nombres de piedras preciosas pero no en orden alfabético como las calles: Sapphire, Tourmaline, Opal y Turquoise.

## Historia
Pacific Beach empezó a desarrollarse entre los años 1886-1888 por D. C. Reed, A. G. Gassen, Charles W. Pauley, R. A. Thomas y O. S. Hubbell. Pero fue Hubbell que "quitó los campos de granos, puso una tienda de campana, trazó los lotes, contrató un subastador y empezó a trabajar." Para atraer a las personas, ellos construyeron una vía de Carreras y la Universidad de Las Letras de San Diego, en la que ahora no existe. Un ferrocarril también fue conectado desde Pacific Beach al centro de San Diego, en la que después fe extendido hacia La Jolla.